# 全国人民代表大会常务委员会
中华人民共和国全国人民代表大会常务委员会，简称全国人大常委会，是中华人民共和国最高国家权力机关全国人民代表大会的常设机关，于全国人大闭会时行使国家立法机关职权。
作为一院制国会的常设机关，全国人大常委会由全国人大间接、差额选举产生。其成员称为全国人大常委会委员，或称全国人大常委。全国人大常委会委员每届任期与当届全国人大相同，一般为五年。现任的第十四届全国人民代表大会常务委员会委员于2023年3月当选就职。
全国人大常委会成立于1954年，其组织形式和宪法地位与苏联最高苏维埃联盟院和民族院相似，根据列宁的国家学说是作为国家的最高权力机构而不仅仅是立法机构。成立后的一段时间内，全国人大常委会的权力曾仅限于解释法律等。而目前，全国人大常委会已在立法中占关键地位，并有权解釋宪法，颁布和修改大部分法律和法令。全国人大所表决的议案，一般也是由常委会三审提交。

## 历史
在建国后到行宪前的数年时间里，根据《中国人民政治协商会议共同纲领》，中华人民共和国采取一院制，中国人民政治协商会议代行最高国家权力机关职权，中央人民政府委员会代行最高国家机关的常设机关，职权集行政、立法等权限于一身。
而到1954年第一届全国人民代表大会第一次会议在北京召开，该届人大成为中华人民共和国历史上首届法定国会。在该次会议所通过的宪法中，全国人大的结构承袭了《政协宪草》和《中国人民政治协商会议共同纲领》的框架，也借鉴了苏联的最高苏维埃和孙中山五权宪法中的国民大会

形式，即组成一个多达数千人的全国人民代表大会，并由其产生一个常设机关在平时承担工作。1954年《中华人民共和国宪法》规定：“全国人民代表大会是行使国家立法权的唯一机关” ，全国人民代表大会常务委员会只有“解释法律”和“制定法令”的权力。但是，由于全国人民代表大会代表人数多且非专职，也就不便于经常开会，每年一般只召开一次会议，会期也不能过长。为了使最高国家权力机关充分发挥作用，保证国家机器正常有效运转，1955年的第一届全国人民代表大会第二次会议和1959年的第二届全国人民代表大会第一次会议分别通过决议，授权全国人大常委会在全国人大闭会期间，行使立法权，制定单行法规和修改法律这才使得全国人大常委会的职权扩大。
值得一提的是，在1959年之前，中央人民政府委员会和全国人民代表大会常务委员会均无固定的会议场所，中央人民政府委员会和人大常委会不得不以中南海怀仁堂作为会议议场，并从1949年至1959年在此议事。1958年夏，人民大会堂成为了为庆祝国庆十周年而提出的北京十大建筑的首位。1959年9月24日，人民大会堂落成，并于1960年3月30日二届全国人大二次会议召开时启用。
然而，到了随后的文化大革命时期，由于政局混乱，全国人大及其常委会都甚少召开会议，人大常委会处于事实上的停摆状态。期间，由于委员长朱德和第一副委员长董必武相继去世，使得中国国民党革命委员会党籍的副委员长宋庆龄得以一定程度上代行全国人大常委会委员长职权，事实上成为担任这一职务的首位女性；加之当时废除国家主席职务，宋庆龄亦成为法律意义上第一位女性中国国家元首。
1980年，经全国人大决定，正式成立了由叶剑英、宋庆龄和彭真主持，包含民主党派、社会团体主要负责人和法学家在内的“中华人民共和国宪法修改委员会”，负责修改订立新宪法。在修宪讨论过程中，宪法修改委员会秘书长胡乔木曾提出将全国人大代表的数量削减至1000人，于全国人大下设立两个院，各500人，使全国人大成为常设机构。另有委员提出，仿效苏联最高苏维埃设立联盟院和民族院的制度，“按地区产生的代表组成一院，按行业界别产生的代表组成另一院”。而以邓小平和叶剑英为首的反对者认为，“如果两家意见不一致，协调起来非常麻烦，运作很困难”。最终双方达成折中，将全国人民代表大会常务委员会的职权大为扩大，使之成为常设立法机关，有权制定绝大部分法律和审议应当由全国人大批准的法律。
在1954到1982年的很长一段时期，全国人大常委会审议法律草案，没有明确一定的审议程序，有些法律草案甚至在常委会举行会议的前一天才送来，就要求该次会议通过，常委会没有时间进行认真研究与审议。这种情况一再发生。随着1982年宪法将“全国人大和它的常委会共同行使国家立法权”纳入法条，议事流于形式也引起当时委员长彭真的注意。
1983年3月，根据第一副委员长彭真的提案，委员长会议通过了关于规范议事程序的决议，全国人大常委会的三审程序正式确立，也实际上增强了人大常委会在立法事务上的发言权。1983年9月2日，第六届全国人大常委会第二次会议经过第二次审议，表决通过了《中华人民共和国海上交通安全法》。这是中国首部经过一次以上审议颁布出台的法律案。1986年3月，六届全国人大常委会第十五次会议又首次采用电子表决器进行表决，使得法案表决更为程序化。而在1987年，全国人大常委会更是将三审程序列入了议事规则。2000年制定的《中华人民共和国立法法》又进一步规定：“列入常委会会议议程的法律案，一般应当经三次审议后再交付表决”。
然而，1985年4月，第六届全国人大第三次会议通过《全国人民代表大会关于授权国务院在经济体制改革和对外开放方面可以制定暂行的规定或者条例的决定》，人大因此授权国务院可以对相关方面制定暂行规定或者条例。这实际上使得国务院常务会议可以通过颁行“暂行条例”的方式绕过人大常委会进行税收政策调整和征收新税。
在2000年通过的《中华人民共和国立法法》第九条对此作出进一步规定，“尚未制定法律的，全国人民代表大会及其常务委员会有权作出决定，授权国务院可以根据实际需要，对其中的部分事项先制定行政法规，但是有关犯罪和刑罚、对公民政治权利的剥夺和限制人身自由的强制措施和处罚、司法制度等事项除外。”而2015年修订的《中华人民共和国立法法》第十条提出，“授权的期限不得超过五年，但是授权决定另有规定的除外。”这就限定了全国人大常委会授权的期限。全国人大新闻发言人、外事委员会主任委员傅莹也在回答记者提问时承诺，2020年之前，全国人大常委会将重新审议全部税收暂行条例，并改为法律。
目前，全国人大常委会公章上的机构全称为“中华人民共和国全国人民代表大会常务委员会”，这一名称可见诸全国人大常委会办公厅档案处的库房保存的. （原始内容存档于2012-05-24）.。

## 职权
根据《中华人民共和国宪法》，全国人大常委会行使下列职权：
1. 解释《宪法》，监督《宪法》的实施；
2. 制定和修改除应当由全国人民代表大会制定的法律以外的其他法律；
3. 在全国人民代表大会闭会期间，对全国人民代表大会制定的法律进行部分补充和修改，但是不得同该法律的基本原则相抵触；
4. 解释法律；
5. 在全国人民代表大会闭会期间，审查和批准国民经济和社会发展计划、国家预算在执行过程中所必须作的部分调整方案；
6. 监督国务院、中央军事委员会、国家监察委员会、最高人民法院和最高人民检察院的工作；
7. 撤销国务院制定的同《宪法》、法律相抵触的行政法规、决定和命令；
8. 撤销各省、自治区、直辖市国家权力机关制定的同《宪法》、法律和行政法规相抵触的地方性法规和决议；
9. 在全国人民代表大会闭会期间，根据国务院总理的提名，决定各部长、委员会主任、审计长、秘书长的人选；
10. 在全国人民代表大会闭会期间，根据中央军事委员会主席的提名，决定中央军事委员会其他组成人员的人选；
11. 根据国家监察委员会主任的提请，任免国家监察委员会副主任、委员；
12. 根据最高人民法院院长的提请，任免最高人民法院副院长、审判员、审判委员会委员和军事法院院长；
13. 根据最高人民检察院检察长的提请，任免最高人民检察院副检察长、检察员、检察委员会委员和军事检察院检察长，并且批准省、自治区、直辖市的人民检察院检察长的任免；
14. 决定驻外全权代表的任免；
15. 决定同外国缔结的条约和重要协定的批准和废除；
16. 规定军人和外交人员的衔级制度和其他专门衔级制度；
17. 规定和决定授予国家的勋章和荣誉称号；
18. 决定特赦；
19. 在全国人民代表大会闭会期间，如果遇到国家遭受武装侵犯或者必须履行国际共同防止侵略的条约的情况，决定战争状态的宣布；
20. 决定全国总动员或者局部动员；
21. 决定全国或者个别省、自治区、直辖市进入紧急状态；
22. 全国人民代表大会授予的其他职权。

## 组织机构
全国人大常委会在一年中的绝大部分时间行使中华人民共和国国会职权。其组织系统由常委会会议、委员长会议、各专门委员会和其他内设机构组成。委员长主持全国人大常委会会议和委员长会议。

### 委员长

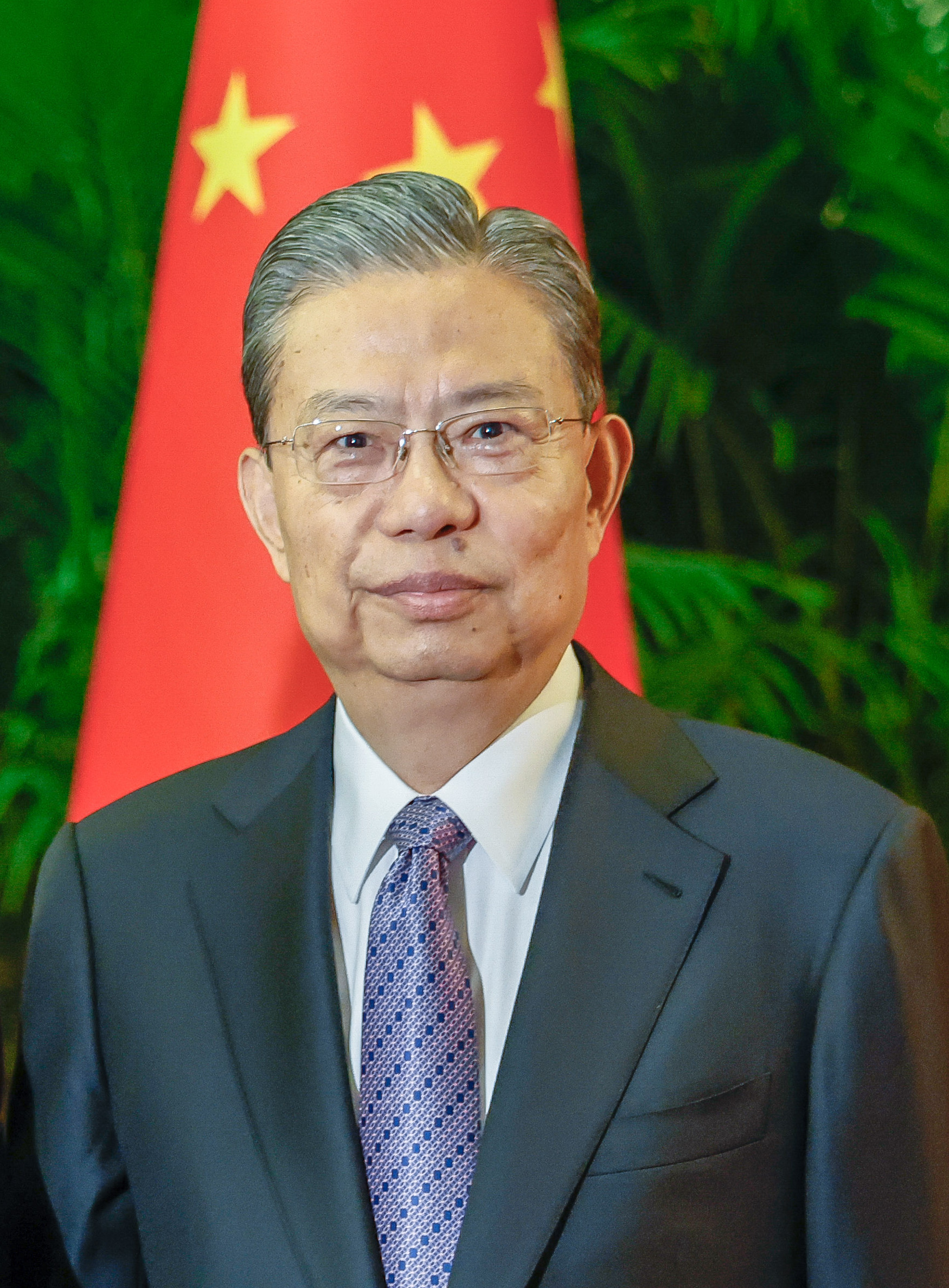
现任全国人大常委会委员长赵乐际

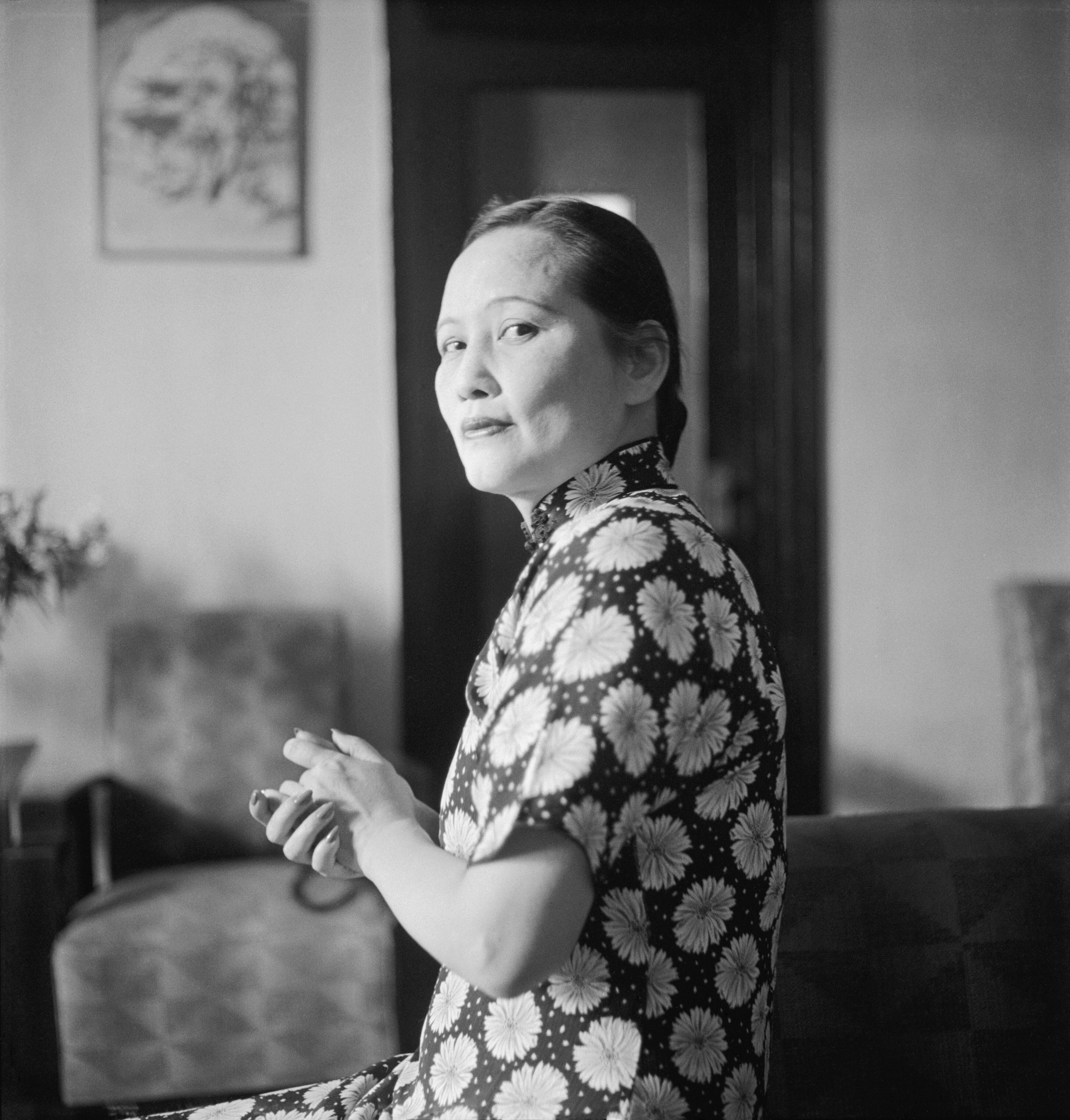
由于朱德在委员长任内去世，所以宋庆龄以第一副委员长的身份代理委员长职权，为迄今唯一一位女性委员长

全国人大常委会委员长主持全国人大会议，委员长因故缺席时，会议由第一副委员长主持。第一副委员长也不能履职时，则由第二副委员长主持，这种情况只出现过一次。即1977年，第四届全国人大常委会由于委员长朱德和第一副委员长董必武均在任上逝世而由第二副委员长宋庆龄代行委员长职权。因此，中国国民党革命委员会党籍的宋庆龄也成为迄今唯一一位曾代行委员长职权的女性和民主党派人士。
全国人大常委会委员长在1970至1983年6月期间曾代行国家元首。目前，国家主席与全国人大常委会共同行使国家元首职权。
现任常委会委员长为赵乐际；现任副委员长为李鸿忠、王东明、肖捷、铁凝、彭清华、张庆伟、洛桑江村、雪克来提·扎克尔，郑建邦（中国国民党革命委员会），何维（中国农工民主党），丁仲礼（中国民主同盟），郝明金（中国民主建国会），蔡达峰（中国民主促进会），武维华（九三学社）；現任秘书长為刘奇。以上人士皆自2023年3月起任職至今。
全国人大常委会历任委员长为刘少奇、朱德、宋庆龄（代理）、叶剑英、彭真、万里、乔石、李鹏、吴邦国、张德江、栗战书以及赵乐际，全国人大常委会历任第一副委员长为宋庆龄、林伯渠、彭真、董必武、宋庆龄、陈丕显、习仲勋、田纪云、王兆国、李建国、王晨以及李鸿忠，全国人大常委会历任秘书长为彭真、刘宁一、姬鹏飞、彭真、杨尚昆、王汉斌、彭冲、曹志、何椿霖、盛华仁、李建国、王晨、杨振武以及刘奇。文化大革命结束后的全国人大常委会历任委员长中，迄今为止只有吴邦国一人连任两届。而且全国人大常委会的历任委员长中，除彭真、万里以外，其他的委员长都是中共中央政治局常委。

### 委员长会议
根据《中华人民共和国全国人民代表大会组织法》的规定，常务委员会的委员长、副委员长、秘书长组成委员长会议，处理常务委员会的重要日常工作。委员长、副委员长和秘书长均由当届全国人大选举产生。

### 常委会办事机构和工作机构
根据《中华人民共和国全国人民代表大会组织法》，全国人民代表大会常务委员会设置下列机构：
- 全国人民代表大会常务委员会办公厅
- 全国人民代表大会常务委员会法制工作委员会
- 全国人民代表大会常务委员会预算工作委员会
- 全国人民代表大会常务委员会代表工作委员会（全国人民代表大会常务委员会代表资格审查委员会）
- 全国人民代表大会常务委员会香港特别行政区基本法委员会
- 全国人民代表大会常务委员会澳门特别行政区基本法委员会

### 全国人大专门委员会
根据《中华人民共和国全国人民代表大会组织法》的规定，全国人大常委会管理全国人民代表大会各个专门委员会。目前，全国人民代表大会共设10个专门委员会。
| 专门委员会名称         | 主任委员                |
| ---------------------- | ----------------------- |
| 民族委员会             | 巴音朝鲁（ 中国共产党） |
| 宪法和法律委员会       | 信春鹰（ 中国共产党）   |
| 监察和司法委员会       | 杨晓超（ 中国共产党）   |
| 财政经济委员会         | 钟 山（ 中国共产党）    |
| 教育科学文化卫生委员会 | 雒树刚（ 中国共产党）   |
| 外事委员会             | 娄勤俭（ 中国共产党）   |
| 华侨委员会             | 于伟国（ 中国共产党）   |
| 环境与资源保护委员会   | 鹿心社（ 中国共产党）   |
| 农业与农村委员会       | 杜家毫（ 中国共产党）   |
| 社会建设委员会         | 杨振武（ 中国共产党）   |

### 常委会委员
全国人大常委会的组成人员有委员长1人，副委员长若干人；秘书长，委员若干人。
根据《中华人民共和国全国人民代表大会组织法》的规定，全国人大常委会组成人员由主席团提名，在全国代表大会代表中产生。对全国人民代表大会负责并报告工作，每届任期与全国人大相同，为5年。全国人大常委会的组成人员不得担任国家行政机关、审判机关和检察机关的职务。
包括全国人大常委会委员在内的县级以上人大代表，均依据人大代表法第三十一、三十二条规定，拥有司法豁免权和言论免责权。非经全国人大常委会许可，不受逮捕或刑事审判。常委会委员在常委会会议上的发言和表决，也不受追究。
由于全国人大常委会组成人员不得担任国家行政机关、审判机关和检察机关的职务，因此全国人大组成人员担任这些职务时，必须放弃自己的议席，向全国人大会议提出辞职并得到批准。因为其他原因辞职的，也参照这一程序执行。

## 规章制度

### 立法权和决定权
依据《宪法》等法律，任何法律都需经全国人大或其常委会通过，並由国家主席签署主席令公布才形成法律效力。全国人大常委会有权在不违反法律基本原则的情况下，颁布和修改除刑法、民法、刑事诉讼法、民事诉讼法、选举法、特别行政区基本法等基本法律外的其他一般法律，亦是有权任免国家部委机关个别主要官员的国家权力机关的常设机关。同时，全国人大常委會具有对中国全國性法律的解释权限，这包括对《香港特别行政区基本法》和《澳門特别行政区基本法》的最終解釋權。
同时，全国人大会议所表决的重大法案也是经过全国人大常委会的三读后由常委会或有关部门提交。尽管全国人大拥有对常委会“不适当的决议”的撤销权，但截至目前该权限从未被运用。因此，全国人大常委会往往在立法审议上拥有更大发言权。

### 任免权
全国人大闭会时，全国人大常委会有权任免中华人民共和国的行政、监察、司法、检察（最高人民检察院）和军事机关的个别主官、副主官或接受这些人士的辞职请求。
一般而言，全国人大选举国家主席、国家副主席等中华人民共和国党和国家领导人时，也是经中共全国人大常委会党组根据中共中央的建议提交提名。
2021年3月，十三届全国人大四次会议通过了《中华人民共和国全国人民代表大会组织法（修正草案）》，扩大了全国人大常委会的任免权。依据新通过的《中华人民共和国全国人民代表大会组织法》第三十一条，此后全国人大常委会可以在全国人大闭会期间经国务院总理提名任免国务院副总理和国务委员等国务院组成人员，以及在经中央军委主席的提名后任免中央军委副主席和中央军委委员等中央军委组成人员。

### 监督权
根据《中华人民共和国各级人民代表大会常务委员会监督法》规定，各级人民代表大会常务委员会对属于其职权范围内的事项，可以组织关于特定问题的调查委员会。调查委员会进行调查时，有关的国家机关、社会团体、企业事业组织和公民都有义务向其提供必要的材料。

## 运作
中国全国人大常委会的运作主要按照《中华人民共和国宪法》、《中华人民共和国全国人民代表大会组织法》、《中华人民共和国立法法》和《中华人民共和国全国人民代表大会议事规则》等。

### 会期
根据《中华人民共和国全国人民代表大会议事规则》，全国人民代表大会常务委员会在全国人大闭会时行使职权。全国人民代表大会常务委员会会议一般每两个月举行一次；有特殊需要的时候，可以临时召集会议。常委会会议一般在双月的下旬召开。每次常委会的会期一般为5天左右。
同时，根据宪法的规定，全国人大常委会的职权到下届全国人大选出新一届常委会时为止。因此，即使召开中的全国人大发生不能选出常委会的僵局，上届全国人大常委会仍能召开会议。但历史上从未出现过这种情形。

### 宪法宣誓
根据全国人大常委会2015年通过的《全国人大常委会关于实行宪法宣誓制度的决定》，全国人大常委会委员长、副委员长、各专门委员会正副主任委员等人在就任前均需进行宪法宣誓。誓词如下，
|  | 我宣誓：忠于中华人民共和国宪法，维护宪法权威，履行法定职责，忠于祖国、忠于人民，恪尽职守、廉洁奉公，接受人民监督，为建设富强民主文明和谐美丽的社会主义现代化强国努力奋斗！ |

### 审议和表决
全国人大常委会会议一般在二层议事厅召开。此时，委员长会议成员和常委会委员相对而坐，并由委员长主持会议。
根据法律规定，法案可由委员长会议提出，或由国务院、中央军事委员会、最高人民法院、最高人民检察院及全国人大各专门委员会提案，十名以上常委会委员也可连署提出法案。其中，人事任免案必须由其所属国家机关或委员长会议提出。
法案提出后，由委员长会议决定常委会会议议程。委员长会议可以将法案先交有关的专门委员会审议、提出报告，再决定列入常务委员会议程，亦有权投票驳回上述机关提案。委员长会议驳回议案时应向常委会及提案人说明原因。
列入常务委员会会议议程的法律案需经三次常委会会议审议后再交付表决（三审表决）。
经委员长会议列入议程后的法案，由常务委员会会议审议（常务委员会会议第一次审议法案，即一审），提案人说明议案内容，并经分组会议进行初步审议修正议案条文。一般会由相关部门的部长接受常委会的质询。一读完成后，全国人大法律委员会将就法律草案修改情况和主要问题进行汇报（二审），并由分组会议进一步审议。最后将会听取法律委员会关于法律草案审议结果的报告（三审）。
常委会在三审期间就法案不能达成一致的，应召集联组会议及全体会议进一步讨论，或邀请有关人士和专家学者举行听证会。达成一致后送交全体会议表决。
列入常务委员会会议议程的议案，在交付表决前，提案人要求撤回的，经委员长会议同意，对该议案的审议即行终止。
列入常务委员会会议议程的法律案，在常务委员会会议每次审议后，均会将法律草案及其起草、修改的说明等在中国人大网或中国政府法制信息网公布，向社会公开征求意见。
表决时，全国人大常委会会议采取绝对多数制，即过半数委员出席会议，且过半数委员投赞成票，即可通过法案。出现赞成票和反对弃权票相等时，委员长无权投出决定票，法案遭到否决。
事实上，尽管全国人大常委会所审议的法案多半在三读时就已达成一致，但全国人大常委会历史上仍有一些在表决阶段受到否决的法案。经典的否决案例如1989年七届全国人大常委会第十次会议在付诸表决时由于对法案条文措辞有意见分歧而在表决时否决了《中华人民共和国城市居民委员会组织法（草案）》。而罕见的平票否决案例则如1999年九届全国人大常委会第九次会议由于对部分条文的分歧等原因，而在154名委员中，以77票赞成、6票反对、42票弃权、29人未参加投票的结果，总赞成票刚好50%而否决了《中华人民共和国公路法（修正案）》。

### 专题询问
全国人大常委会除审议法案时所进行的提案一读质询和委员的书面质询外，还会召开联组会议进行专题询问来监督政府行政。进行专题询问时，人大常委会会议由二楼的议事厅移至三楼的金色大厅举行。
“专题询问”是全国人大常委会一段让委员提问政府阁员的时间，国务院副总理、国务委员和各部部长、各委员会主任等国务院高级官员以及最高人民法院、最高人民检察院的负责人都应当在全国人大常委会备询。自2010年6月该制度设置以来专题询问在常委会会议时举行，每次询问大约历时三小时，双方一问一答。“专题询问”一般会就个别法律的实施情况进行，主题多围绕近期所发生的某些重大事件、伤亡事故或引起社会关注、亟待改善的社会现状展开。
在这些专题询问中，委员所问的问题，必须围绕该官员在所属政府部委的活动，官员也被要求就问题具体作答并提出对策。在回答结束后，被询问的部长还应当对问题的解决情况向委员进行书面通报。
进行专题询问时，除全国人大常委会委员全体出席外，个别不兼任全国人大常委会委员的全国人大代表有时也会被邀请出席并提出问题。

## 席次

### 目前席次分布
第十四届全国人民代表大会常务委员会组成人员（任期自2023年3月至2028年3月）共有175名。由于全国人大常委会并无明显党派色彩，因而以下党派分布仅供参考。
| 党派 | 党派                  | 常委会委员数 | 委员长会议成员数 |
| ---- | --------------------- | ------------ | ---------------- |
|      | 中国共产党 （执政党） | 105          | 10               |
|      | 中国民主同盟          | 8            | 1                |
|      | 中国民主促进会        | 6            | 1                |
|      | 中国国民党革命委员会  | 5            | 1                |
|      | 中国农工民主党        | 4            | 1                |
|      | 九三学社              | 4            | 1                |
|      | 中国民主建国会        | 3            | 1                |
|      | 台湾民主自治同盟      | 3            | 0                |
|      | 中国致公党            | 3            | 0                |
|      | 无党派人士            | 13           | 0                |
| 空缺 | 空缺                  | 5            | 0                |
| 总数 | 总数                  | 159          | 16               |

### 歷屆组成人员
| 屆別     | 任期      | 委員長                       | 第一副委员长                                | 副委員長数                 | 秘書長                                                                                                | 委員数 | 组成人员總數 |
| -------- | --------- | ---------------------------- | ------------------------------------------- | -------------------------- | --- | ------ | ------------ |
| 第一屆   | 1954–1959 | 刘少奇（中共中央副主席）     | 宋庆龄（民革）                              | 初13 -逝世1 +补选1         | 彭 真（中共中央政治局委员）（副委员长兼）                                                             | 初65   | 初79         |
| 第二屆   | 1959–1964 | 朱 德（中共中央副主席）      | 林伯渠（中共中央政治局委员）                | 初16 -撤职2                | 彭 真（中共中央政治局委员）（副委员长兼）                                                             | 初62   | 初79         |
| 第三屆   | 1964–1975 | 朱 德（中共中央副主席）      | 彭 真（中共中央政治局委员）                 | 初18 -逝世6                | 刘宁一（中共中央书记处书记）（副委员长兼）                                                            | 初96   | 初115        |
| 第四屆   | 1975–1978 | 朱 德（中共中央政治局常委）  | 董必武（中共中央政治局常委） 宋庆龄（民革） | 初22 -逝世2 +补选1         | 姬鹏飞                                                                                                | 初144  | 初167        |
| 第五屆   | 1978–1983 | 叶剑英（中共中央副主席）     | 宋庆龄（民革、中共）                        | 初20 -逝世3 -辞职6 +补选10 | 姬鹏飞（副委员长兼）（至1979年） 彭 真（副委员长兼）（1979年代理） 杨尚昆（副委员长兼）（1980年补选） | 初175  | 初196        |
| 第六屆   | 1983–1988 | 彭 真（中共中央政治局委员）  | 陈丕显（中共中央书记处书记）                | 初20 +增选1                | 王汉斌                                                                                                | 初133  | 初155        |
| 第七屆   | 1988–1993 | 万 里（中共中央政治局委员）  | 习仲勋                                      | 初19 -逝世3                | 彭 冲（副委员长兼）                                                                                   | 初135  | 初155        |
| 第八屆   | 1993–1998 | 乔 石（中共中央政治局常委）  | 田纪云（中共中央政治局委员）                | 初19 -逝世3                | 曹 志                                                                                                 | 初134  | 初155        |
| 第九屆   | 1998–2003 | 李 鹏（中共中央政治局常委）  | 田纪云（中共中央政治局委员）                | 初19 -逝世1 -罢免1         | 何椿霖                                                                                                | 初134  | 初155        |
| 第十屆   | 2003–2008 | 吴邦国（中共中央政治局常委） | 王兆国（中共中央政治局委员）                | 初15 -逝世1                | 盛华仁（副委员长兼）                                                                                  | 初159  | 初175        |
| 第十一屆 | 2008–2013 | 吴邦国（中共中央政治局常委） | 王兆国（中共中央政治局委员）                | 13                         | 李建国（副委员长兼）                                                                                  | 初161  | 初175        |
| 第十二屆 | 2013–2018 | 张德江（中共中央政治局常委） | 李建国（中共中央政治局委员）                | 13                         | 王 晨（副委员长兼）                                                                                   | 初161  | 初175        |
| 第十三屆 | 2018–2023 | 栗战书（中共中央政治局常委） | 王 晨（中共中央政治局委员）                 | 14                         | 杨振武                                                                                                | 初159  | 初175        |
| 第十四屆 | 2023–2028 | 赵乐际（中共中央政治局常委） | 李鸿忠（中共中央政治局委员）                | 14                         | 刘奇                                                                                                  | 初159  | 初175        |

标注说明
- “初”表示该屆全國人民代表大會第一次會議选出同届全国人大常委会组成人员时的初始数。